# Silnice II/402
Silnice II/402 je silnice II. třídy, která vede z Batelova do Zašovic. Je dlouhá 25,7 km. Prochází jedním krajem a dvěma okresy.
V roce 2020 by měl být rekonstruován most v Kněžicích.

## Vedení silnice

### Kraj Vysočina, okres Jihlava
- Batelov (křiž. II/134, III/13423)
- Buková (křiž. III/4021)
- Třešť (křiž. II/406, peáž s II/406)
- Stonařov (křiž. I/38, III/4024, peáž s II/403)
- Jestřebí (křiž. II/403, peáž s II/403)
- Kněžice (křiž. III/4025, III/4026)

### Kraj Vysočina, okres Třebíč
- Nová Brtnice (křiž. II/405)